# Самарканд (Татарстан)
 Самарканд  — поселок в Альметьевском районе Татарстана. Входит в состав Маметьевского сельского поселения.

## География
Находится в юго-восточной части Татарстана на расстоянии приблизительно 19 км по прямой на запад-юго-запад от районного центра города Альметьевск.

## История
Основан в 1925 году переселенцами из села Кичучатово. Ныне имеет дачный характер.

## Население
Постоянных жителей было: в 1926 — 92, в 1938—121, в 1949—121, в 1958 — 64, в 1970 — 39, в 1979 — 36, в 1989 — 7, в 2002 − 0, 1 в 2010.